# 蔡正揚
蔡正揚（1957年—2015年10月），台灣政治人物，曾經代表新黨任職立法委員。

## 經歷
- 國立清華大學材料工程學士1979
- 美國紐澤西州立羅格斯大學材料工程碩士1983
- 美國麻省理工學院科技政策與管理碩士1988
- 美國麻省理工學院材料工程博士1988
- 美國哈佛大學甘乃迪政府學院博士後研究員
- 行政院經建會簡任技正
- 台北市政府勞工檢查所所長
- 國立中央大學副教授
- 國立交通大學副教授
- 國立政治大學副教授
- 國立台灣科技大學副教授
- 中華民國第卅二屆十大傑出青年

## 外部連結
- 立法院 （页面存档备份，存于）